# Bartłomiej z Podiebradów
Bartłomiej z Podiebradów (ur. 1478, zm. 1515 w Hainburg an der Donau) – książę ziębicki; syn  Wiktoryna z Podiebradów młodszego i  Zofii cieszyńskiej.